# Custos (tekst of muziek)
De custos is de onderaan een bladzijde van een boek vermelde eerste lettergreep van het woord dat op het volgende blad staat. Deze wordt ook custode of bladwachter genoemd.
Het woord is afgeleid van de custos, de conciërge van een museum of een bibliotheek of de overste van een onderdeel van een kloosterorde.
De custos is bedoeld om het lezen te vergemakkelijken. Het vormt als het ware een bruggetje naar de volgende bladzijde, terwijl het blad wordt omgeslagen. De custos komt men vooral tegen in oude drukken.

## Muzieknotatie

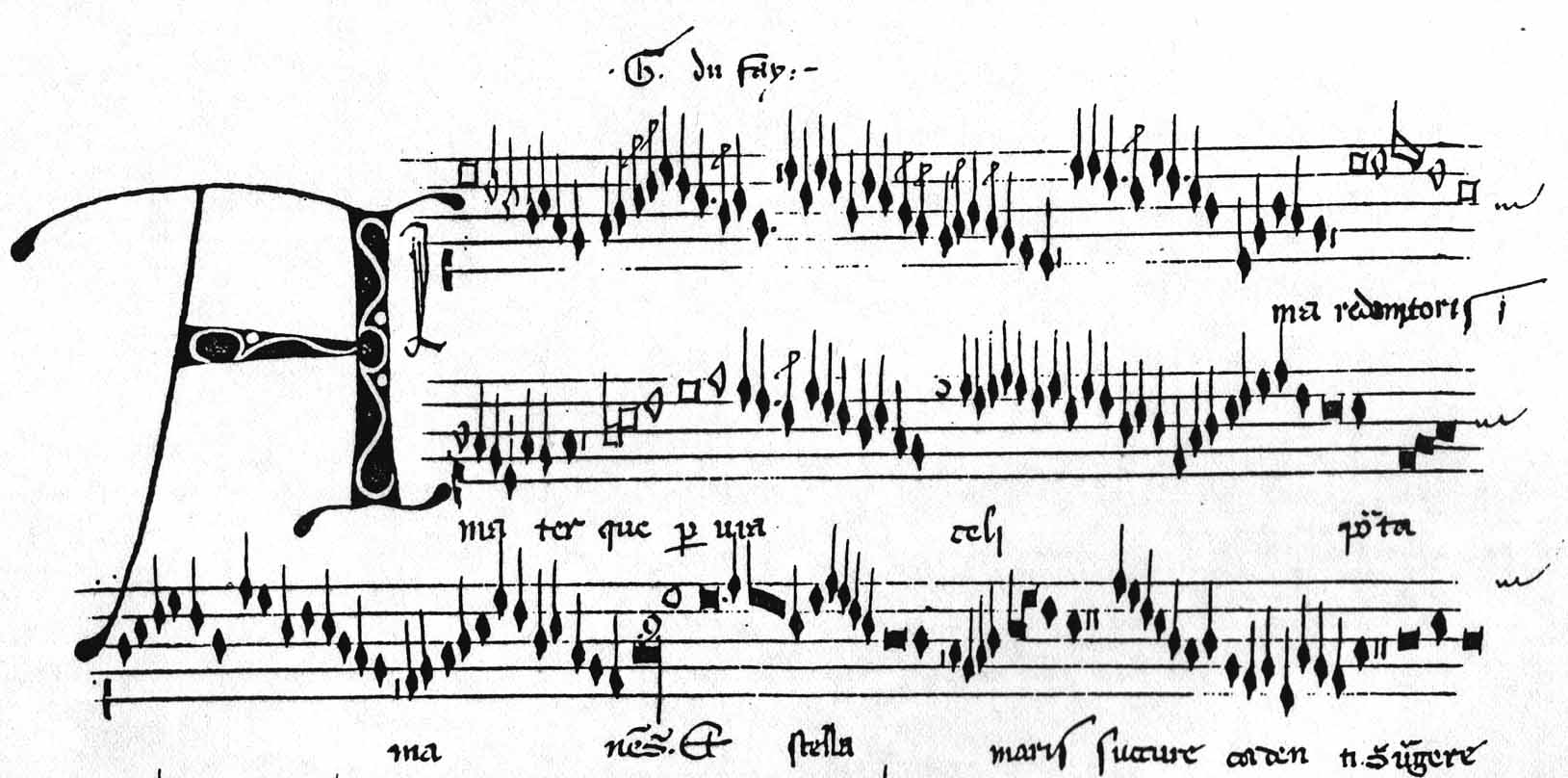
Alma redemptoris mater van Guillaume Dufay uit het manuscript BU (Bologna, Bibliotheca Universitaria ms. 2216).
Aan het einde van iedere notenbalk ziet men de custos.

Ook in de muzieknotatie heeft een custos bestaan. Het was een zigzaglijntje met een staart aan het eind van de notenbalk en gaf de toonhoogte van de noot op de volgende balk of bladzijde aan. Deze custos vindt men nog in manuscripten tot aan de vroege barok.
Bij moderne muzieknotatie is het gebruikelijk aan het einde van een notenbalk een custos (bestaande uit sleutel en voortekens) te schrijven om als de volgende notenbalk met een andere sleutel of een andere voortekening begint. Zou men dat niet doen, dan zou de verandering makkelijk over het hoofd worden gezien.